# Roue à nombre variable de dents

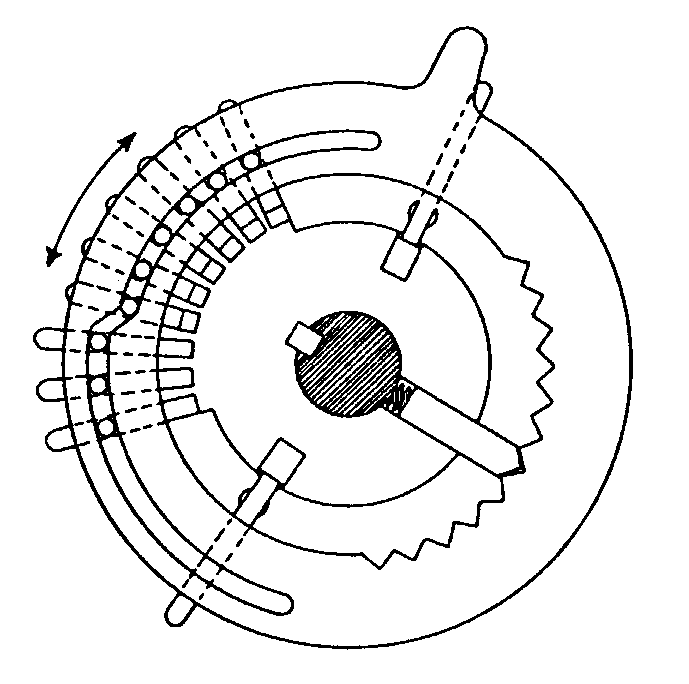
Les dents sont poussées en dessous par une seconde roue interne et mobile qui est attachée à une manette latérale. On peut voir trois dents de sortie sur cette illustration.

Une roue à nombre variable de dents (ou roue Odhner (en)), est une roue dont le nombre de dents peut être changé grâce à la rotation d'une manette latérale.
Ce type de roue fut utilisé dans un ensemble de machines à calculer du XIXe et du XXe siècle. En effet,  quand une roue à neuf dents au maximum est accouplée à un compteur, elle permet d'ajouter, à chaque rotation, une quantité allant de zéro à neuf au résultat. Pour construire un calculateur, il suffit d'arranger plusieurs roues en parallèle pour avoir les unités, les dizaines, les centaines etc. ainsi que de permettre la progression des retenues. En tournant dans un sens la machine ajoute ; dans l'autre sens, elle retranche.
Cette roue fut très utilisée grâce au succès de l'arithmomètre d'Odhner. Chez les mécanographes, elle prend rapidement par simplification le nom de roue Odhner.
Sur le dispositif présenté ci-contre, les dents entrent ou sortent par un système de came.

## Historique

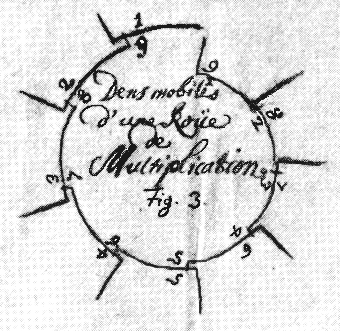
Dessin de Leibniz de « dents mobiles d’une roue de multiplication »

- - Dans l'article intitulé Machina arithmetica in qua non additio tantum et subtracto sed et mutiplicatio nullo, diviso vero paene nullo animi labore peragantur, publié en 1685, Gottfried Wilhelm Leibniz décrit une machine de son invention qui pouvait effectuer les quatre opérations. Elle devait être construite en combinant deux machines séparées: la Pascaline pour les additions (soustractions) et une machine toute nouvelle pour les multiplications (divisions). C'est en décrivant la multiplicatrice qu'il introduisit pour la première fois la notion de roue à nombre variable de dents[Note 1]. Cette machine ne fut pas construite.

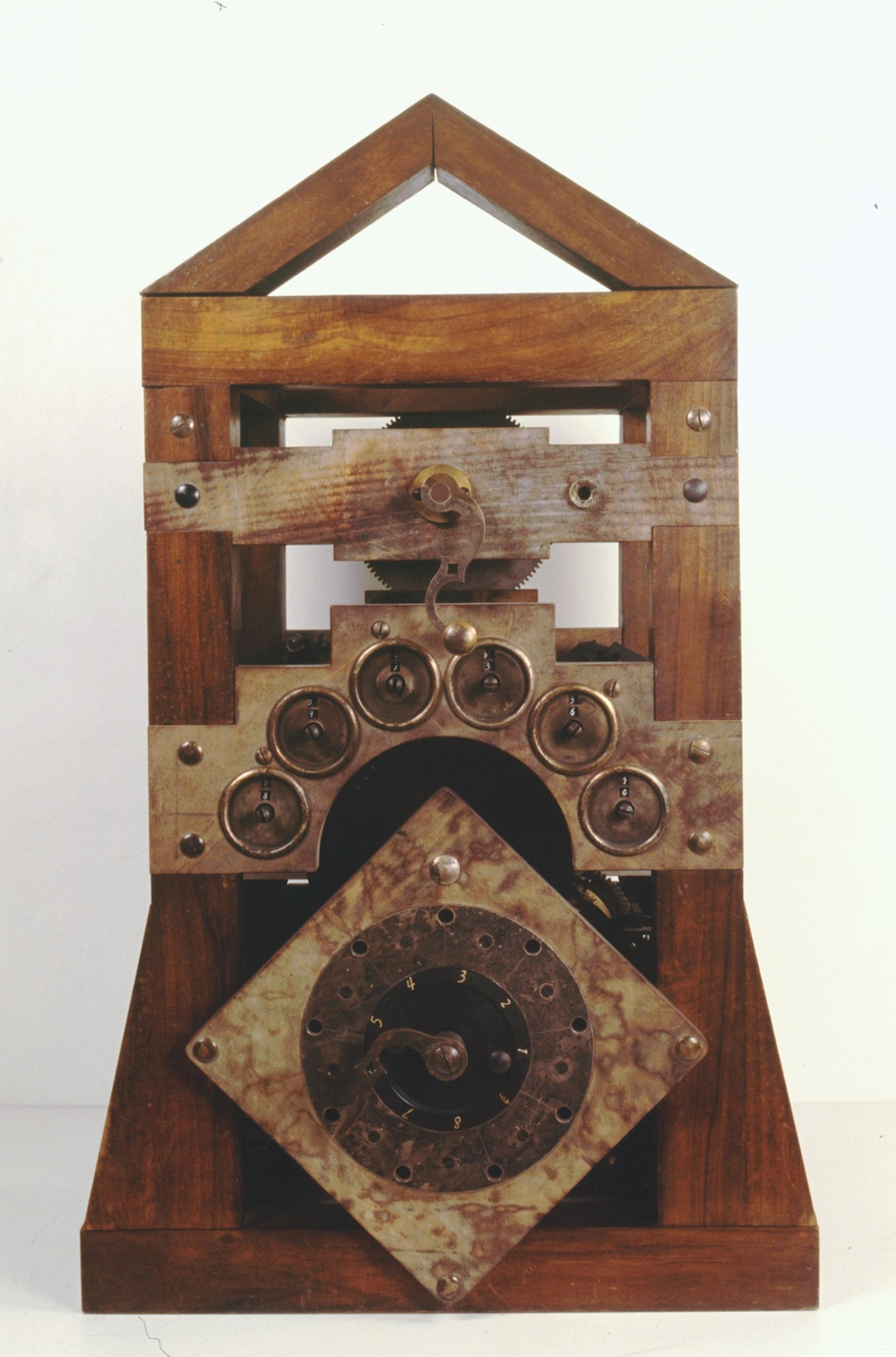
Réplique de la Macchina aritmetica de Giovanni Poleni, Musée des sciences et des techniques Léonard de Vinci de Milan

- - Ce fut le physicien vénitien Giovanni Poleni qui, en 1709, construisit la première machine à calculer utilisant des roues à nombre variable de dents. En fait, c’était une horloge à calcul et elle était en bois[1]; mais il la détruisit quand il apprit que l'empereur Charles VI de Vienne avait donné une récompense de 10 000 Florins à Anton Braun pour une machine à calculer qu'il lui avait dédié[Note 2]. Poleni décrivit sa machine dans son livre Miscellanea publié en 1709, et celle-ci fut aussi décrite par Jacob Leupold dans son livre Theatrum Machinarum Generale, publié en 1724[2].

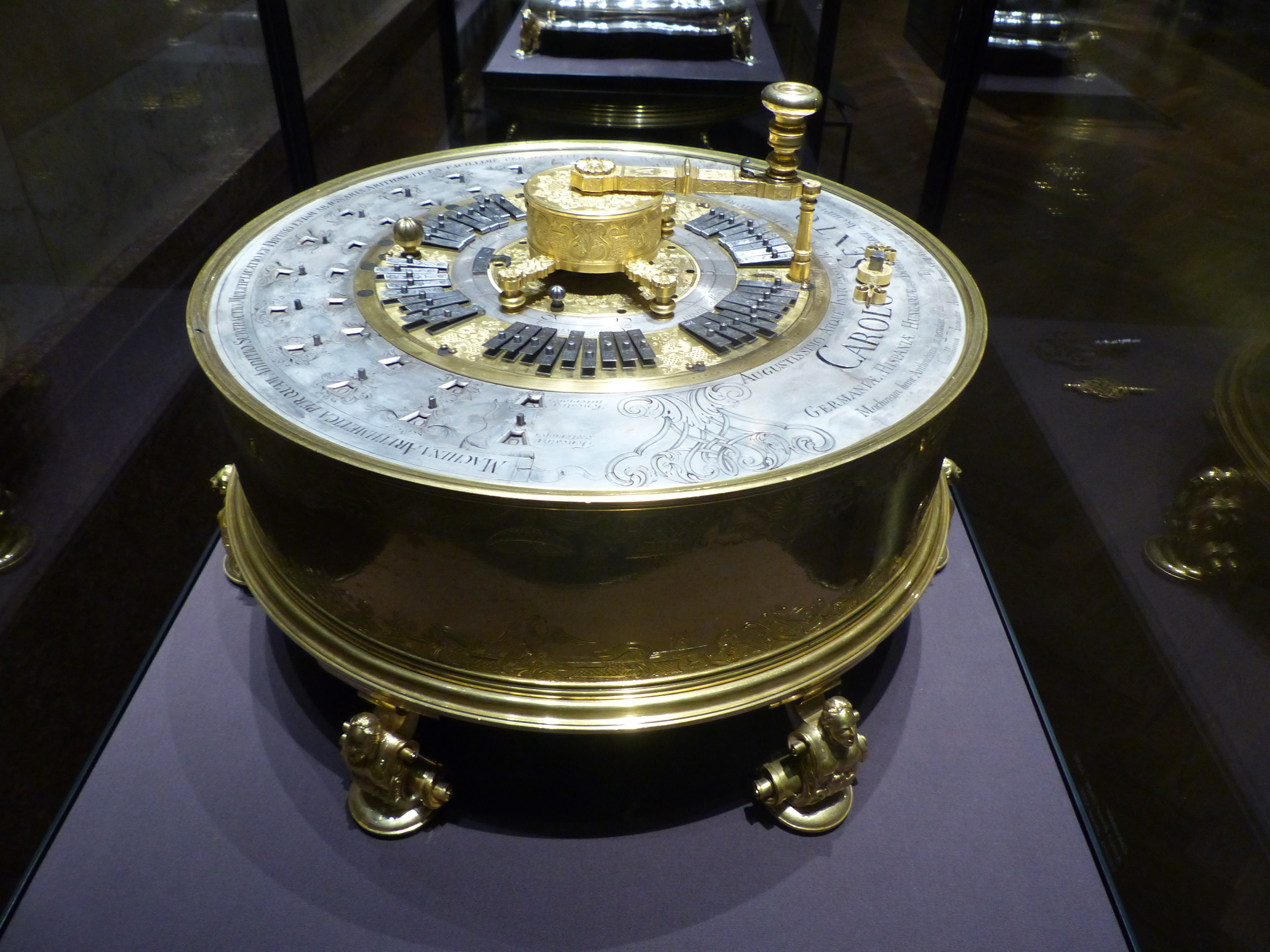
Calculatrice d'Anton Braun (1727) Musée d'Histoire de l'art de Vienne

- - Le mécanicien et mathématicien autrichien Anton Braun (de), natif de Souabe, présenta sa machine à l'empereur en 1727. Elle était cylindrique et ressemblait à une horloge de table de la renaissance; elle était finement ciselée, faite d'acier, d'argent et de bronze. Elle pouvait faire les quatre opérations et utilisait des roues à nombre variable de dents[Note 3].
- - Le physicien, mécanicien et horloger français Philippe Vayringe a réparé à Vienne la calculatrice d'Anton Braun de 1727 qui ne fonctionnait plus après son décès en 1728. Il a ensuite achevé en 1736 le deuxième exemplaire de la calculatrice d'Anton Braun. Son couvercle indique Braun invenit, Vayringe fecit (Braun l'a trouvé, Vayringe l'a fait)[3].
- - Le comte Charles Stanhope d’Angleterre conçut une machine à nombre variable de dents en 1775[Note 4].

Rouleau relais ou rouleau gradué ou cylindre de Leibniz

- - Charles Xavier Thomas de Colmar, inventeur français, construisit la première machine à calculer industrielle en 1820. L'Arithmomètre Thomas, basé sur l’emploi d’un jeu de cylindres de Leibniz, est la première calculatrice du genre à avoir été produite en série et commercialisée dans le monde, avec près de 5 000 exemplaires construits entre 1850 et 1915.
- - Dr Didier Roth, un inventeur français, obtint un premier brevet le 21 mai 1840. Il construisit et perfectionna sa machine, dans plusieurs brevets obtenus en 1841 puis le 23 novembre 1842, ainsi que le 18 mars 1844[4].
- - Une autre machine à roues à nombre variable de dents, brevetée en 1843 (Brevet anglais N°9816), provient de l'Anglais David Isaac Wertheimber. La roue dentée utilisée plus tard par Odhner est très similaire de celle de Wertheimber. On ne sait rien de la réalisation de l'additionneur de Wertheimber.
- - Un horloger, mécanicien et inventeur polonais Izrael Abraham Staffel (en) présenta une machine à roue à nombre variable de dents à l'exposition industrielle de Varsovie de 1845 et à l'Exposition universelle de 1851 à Londres où il remporta une médaille d'or.
- - Frank Baldwin des États-Unis inventa une machine basée sur ce type de roue. Le 5 octobre 1872, il a envoyé une description complète de sa machine à l'Office américain des brevets pour protéger ses droits sur son invention. Le 8 septembre 1873, une demande de  brevet a été déposée pour cette machine à calculer ou un développement ultérieur. Le brevet lui est accordé le 2 février 1875 avec le numéro 159244. Dans sa construction, les dents ont des ressorts et sont actionnées hors du corps de la roue par une bague de réglage semi-circulaire. Semblable aux derniers calculateurs Odhner, le transfert de dizaines avec la roue dentée est également implémenté chez Baldwin. Il y a aussi une unité d'impression dans ses dessins pour sa machine. Dix de ces Calculatrices Baldwin ont été fabriquées jusqu'en 1874: bien qu'elles aient été conçues pour la production en série, un plus grand nombre n'a jamais été produit, car sa machine était trop chère et sujette à des erreurs mécaniques. Baldwin a également développé d'autres conceptions de machines à calculer. La machine à calculer Monroe qu'il a développé, une machine à rouleaux avec clavier a été un succès commercial.
- - Finalement c'est Willgodt Theophil Odhner (en), ingénieur et entrepreneur Suédois vivant en Russie, qui sera le premier à commercialiser une machine à roue à nombre variable de dents. Il inventa son arithmomètre en 1873 et le perfectionna jusqu'en 1890, date à laquelle il en commença sa production industrielle. Ce fut l'un des types de calculateurs mécaniques les plus diffusés au monde avec des millions de clones vendus jusqu'en 1970[5].

Calculatrices mécaniques
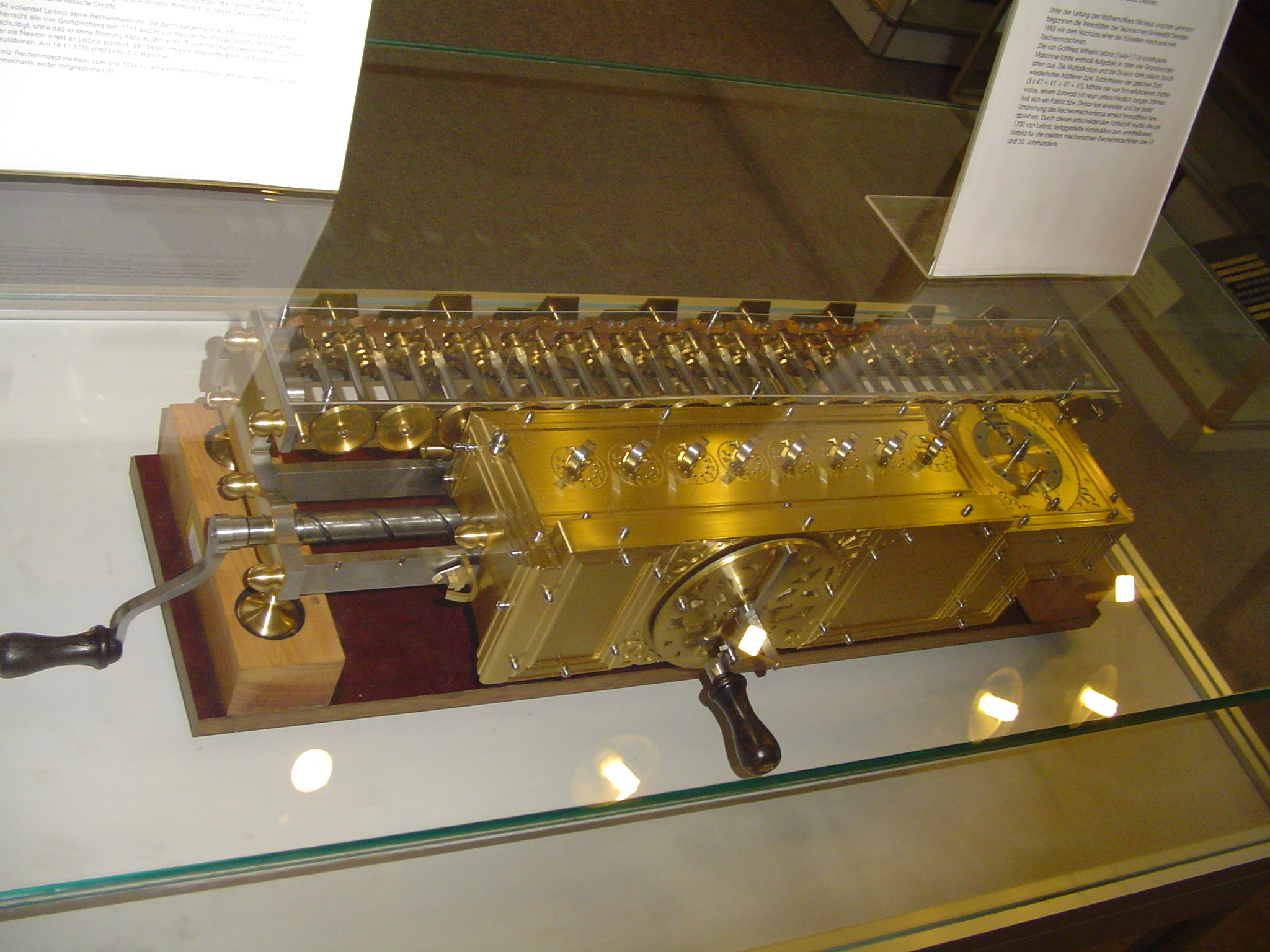
Copie de la machine de Leibniz (vers 1700) (Musée des technologies de Dresde)
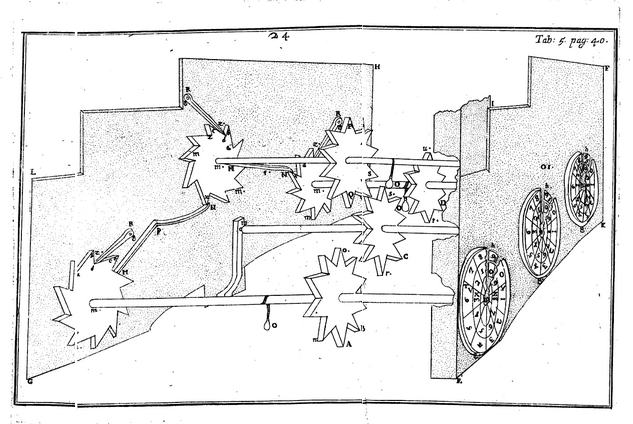
Schéma de la Macchina aritmetica de Giovanni Poleni (1709)
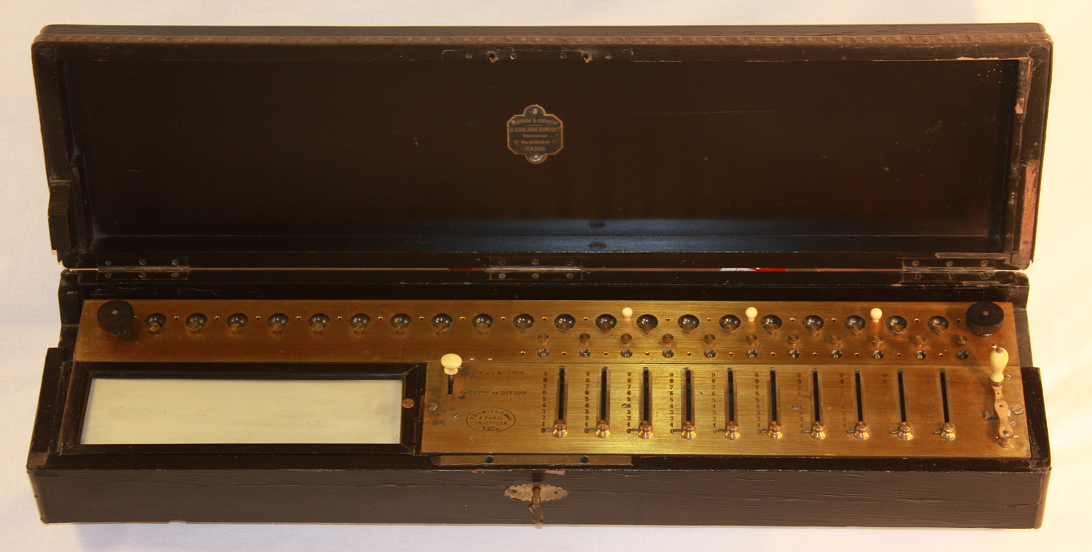
Arithmomètre Thomas (1820)
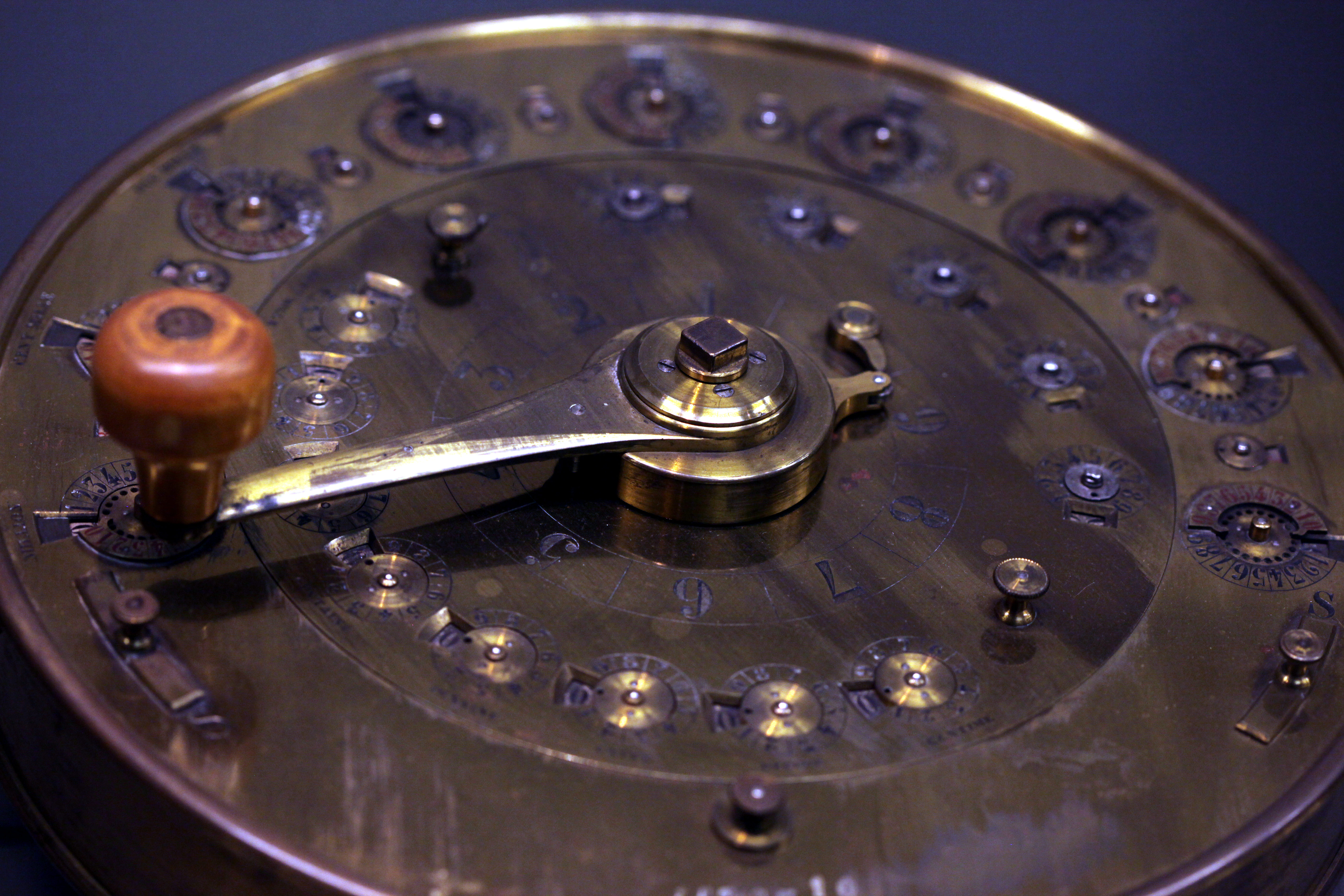
Calculatrice de Didier Roth (1841), Musée des arts et métiers, Paris
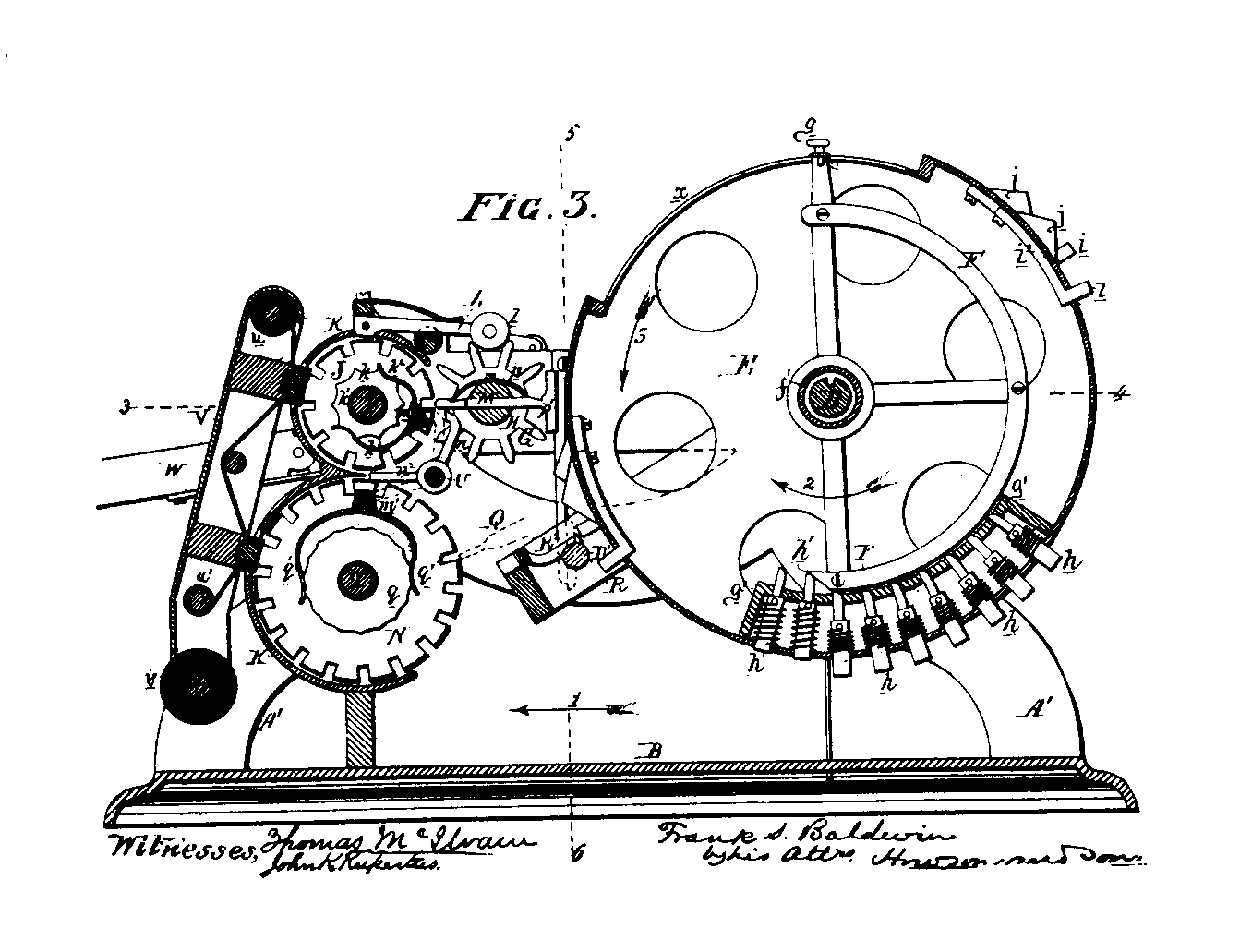
Calculatrice Baldwin (1875)
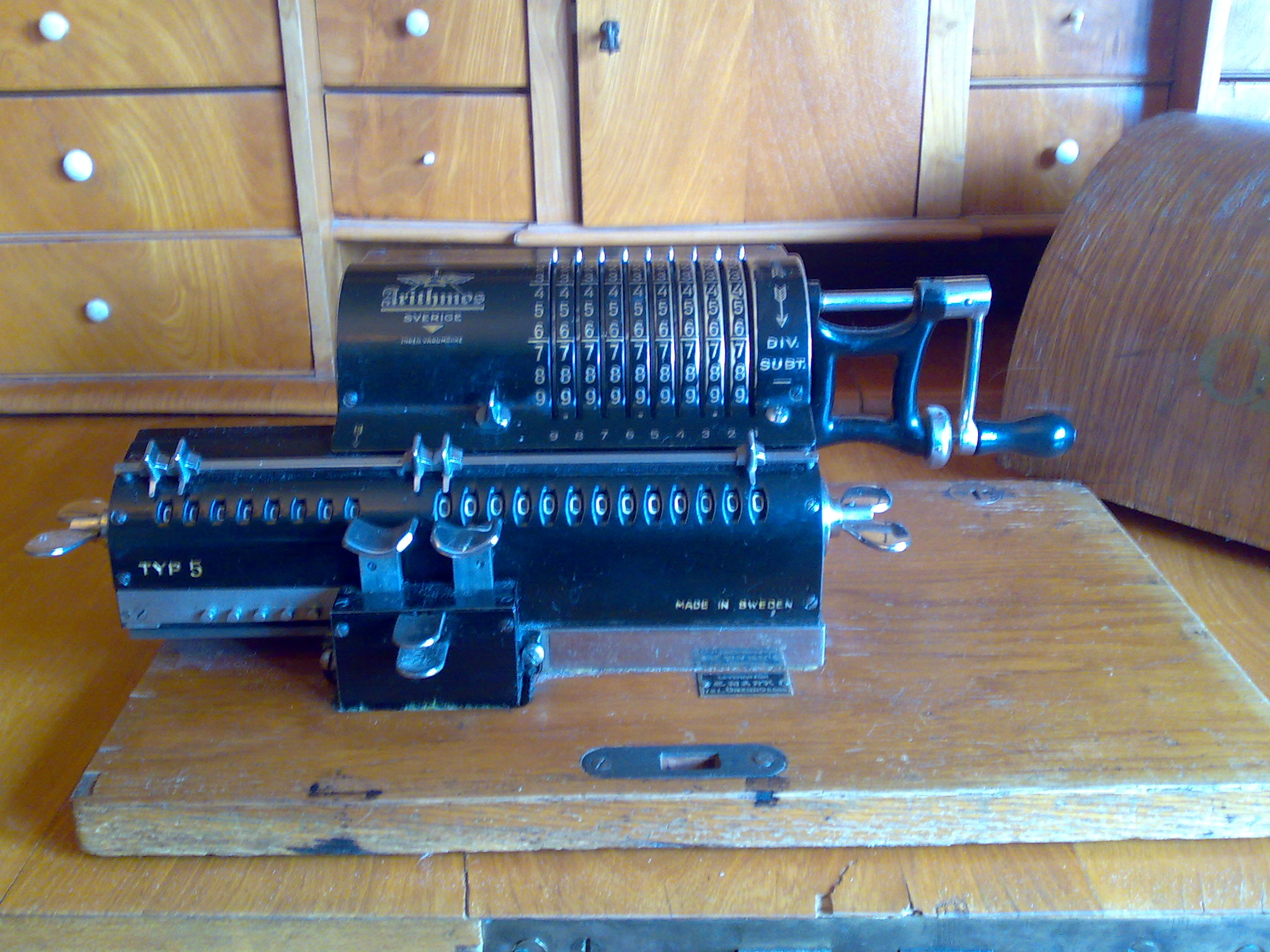
Calculatrice Original-Odhner Arithmos, Type 5

## Principe de fonctionnement
Dans ce qui suit, est décrit le principe de fonctionnement de la roue Odhner : neuf dents sont stockées dans des rainures radialement fraisées dans un corps de roue dentée. En face du corps de la roue, une fente de came est réalisée dans la bague de réglage rotative, qui maintient les dents dans leur position initiale. Si la bague de réglage est tournée dans le sens des aiguilles d'une montre, les dents sont poussées vers l'extérieur l'une après l'autre. Une échelle fixée au boîtier de la machine à calculer est divisée de sorte que le nombre de dents poussées à l'extérieur soit égal au nombre défini dans le calcul à effectuer. Si la roue dentée entière est maintenant entraînée en rotation par la manivelle d'entraînement, de zéro à neuf dents s'engagent dans une roue dentée de transmission. En plus des neuf dents, il y a deux dents de dizaines montées élastiquement sur la roue dentée pour transférer les dizaines, qui peuvent être actionnées dans le niveau de traitement par le levier de préparation des dizaines du compteur.

## Appréciation

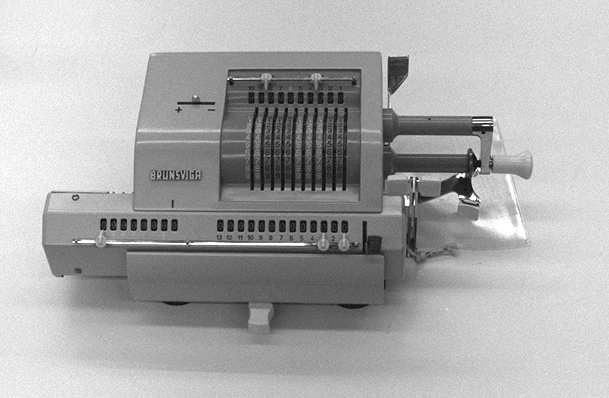
Machine à calculer Brunsviga 13 RM fabriquée par Olympia

Alors que les machines à quatre opérations à entraînement par rouleaux gradués semblaient plus faciles à développer au XIXe siècle, les machines à roue dentée ont envahi le marché européen au début du XXe siècle. Celles-ci étaient peu coûteuses à fabriquer, avaient des dimensions compactes et nécessitaient peu d'entretien, même dans des conditions difficiles d'utilisation. Des séries de modèles individuels ont été produites en quelque 10 000 pièces, dont la Brunsviga 13 RM fabriquée par la société allemande Olympia.
À la fin de l'histoire du développement des machines à calculer mécaniques, celles-ci ont dû concurrencer les premières calculatrices électroniques. Ici, le rouleau relais avait l'avantage de pouvoir être actionné rapidement par la puissance d'un moteur électrique. Sur une machine à roue à nombre variable de dents une masse beaucoup plus importante devait être déplacée, car les tambours pouvaient peser jusqu'à 2 kg, ce qui mettait à rude épreuve le moteur ainsi que la mécanique.

## Machines motorisées
Les machines à cylindres de Leibniz ainsi que celles à roue à nombre variable de dents ont été motorisées à un stade précoce. Avant 1939, le fabricant allemand Carl Walther à Zella-Mehlis en Thuringe fabriquait avec succès le modèle EMKD en Allemagne, dans lequel le moteur électrique entraînait le tambour de roue à nombre variable de dents et la contre-glissière. Il en est résulté une petite machine semi-automatique dans laquelle la division - après préréglage des valeurs - a fonctionné automatiquement. Dans le cas des multiplications, un levier sélecteur a été utilisé, qui a traité le deuxième facteur semi-automatiquement chiffre par chiffre.
La société suédoise Facit a connu le plus grand succès avec ses machines motorisées. Elles sont apparues sur le marché mondial avant 1939 et ont réalisé d'importantes ventes jusqu'aux années 1970. Leur plus grand avantage était la vitesse silencieuse et le réglage rapide de toutes les valeurs par des boutons. Les dernières machines à roue à nombre variable de dents étaient peu coûteuses, comme la Brunsviga 13 RM. Elles ont été produites en Espagne jusque dans les années 60.